# Villa Morelos, Nayarit
Villa Morelos är en ort i Mexiko.   Den ligger i kommunen Compostela och delstaten Nayarit, i den centrala delen av landet, 700 km väster om huvudstaden Mexico City. Villa Morelos ligger 27 meter över havet och antalet invånare är 397.
Terrängen runt Villa Morelos är varierad. Havet är nära Villa Morelos åt nordväst. Runt Villa Morelos är det ganska tätbefolkat, med 54 invånare per kvadratkilometer. Närmaste större samhälle är Valle de Banderas, 17,9 km söder om Villa Morelos. I omgivningarna runt Villa Morelos växer i huvudsak lövfällande lövskog.